# Юра (планина)
Вижте пояснителната страница за други значения на Юра.
Юра̀ (на немски: Jura, на френски Жюра̀, в България се утвърждава немското название) е планина в западната част на Швейцария и източната част на Франция.
Планината е разположена успоредно на френско-швейцарската граница на протежение от 250 km. Простира се от югозапад на североизток между долината на Рона, която я отделя от Савайските Алпи и долината на Рейн, която я отделя от планината Шварцвалд, а на югоизток граничи с Швейцарското плато. По-голямата ѝ част е на територията на Швейцария. Най-високи върхове са Кре дьо ла Неж (1717,6 m) и Льо Рекюле (1717 m) във Франция и Ла Дол (1680 m) в Швейцария. Състои се от паралелно простиращи се хребети, изградени предимно от юрски варовици и мергели, със силно развити в тях карстови форми. На нейно име е наречен Юрският геоложки период, тъй като за първи път тук са открити и изследвани седиментните наслаги от този геоложки период на Земята. На югоизток, към Швейцарското плато е образуван характерен отстъп с височина до 1000 m, а на северозапад, където са разпространени платообразни карстови повърхности (т.н.плато Юра), се спуска стъпаловидно. Склоновете ѝ са покрити с букови гори, на височина до 1300 – 1400 m – смърчови и елови гори, а най-високите части са заети от пасища.

## Туризъм
Планината Юра предлага голямо разнообразие на туристически дейности, включително колоездене, ски, ски бягане и катерене. В планината има много обозначени пътеки, някои от които са до 310 км. дълги. Някои от туристическите атракции включват: Creux Du Van, каньон под формата на кръг, връх Часерал, и пещера Grottes De L'Orbe.